# Hanna Segal
Hanna Segal (20 de agosto de 1918 en Lodz–5 de julio de 2011) fue una psicoanalista y psiquiatra británica, discípula de Melanie Klein, quien - junto a Wilfred Bion y Herbert Rosenfeld - es considerada una autoridad en cuanto al tratamiento de pacientes psicóticos.

## Biografía
Psiquiatra y psicoanalista nacida en Lodz (Polonia), de donde debe huir en 1939, llega a Gran Bretaña (vía Suiza luego Francia). Allí acaba sus estudios de Medicina, y emprende una formación psicoanalítica y un análisis con Melanie Klein de la que se hará discípula y comentadora de la obra. Se ha dicho que sin su obra introductoria Klein no hubiera sido tan accesible.
Segal también trabajó en la estética, el arte, la simbolización, la guerra, el 11 de septiembre. Fue presidenta de la British Psychoanalytical Society, y vicepresidenta de la Asociación psicoanalítica internacional. Autora de varias obras y de numerosos artículos.

## Obra
- Introducción a la Obra de Melanie Klein. Paidos, 2002. ISBN 84-7509-055-9
- Sueño, Fantasma y Arte. Nueva Vision, 1995. ISBN 950-602-318-2